# Bugsy Siegel
Bugsy Siegel, geboren als Benjamin Hymen Siegelbaum, (New York), 28 februari 1906 – Beverly Hills, 20 juni 1947) was een Amerikaans gangster. De bijnaam 'Bugsy' werd door Siegel verafschuwd, en men deed er beter aan deze naam niet in zijn bijzijn te gebruiken.

## Biografie
Siegel was van Joodse afkomst. Zijn familie was afkomstig uit Letychiv, destijds in Rusland, tegenwoordig in Oekraïne. Siegel sloot zich al jong aan bij een straatbende in de Lower East Side in het New Yorkse stadsdeel Manhattan. Toen hij Meyer Lansky leerde kennen, gingen de twee zich bezighouden met autodiefstal en gokken, en Siegel werd ook de huurmoordenaar die door Lansky werd uitgeleend aan gangsterbazen. In 1926 werd Siegel gearresteerd op verdenking van verkrachting, maar het slachtoffer werd door Lansky overgehaald haar getuigenis in te trekken. In 1929 trouwde hij met Esta Krakow, de zus van huurmoordenaar Whitey Krakow. Hij had echter ook vele buitenechtelijke relaties, zoals met Ketti Gallian en Wendy Barrie.
In 1930 sloten Lansky en Siegel zich aan bij Charles "Lucky" Luciano. Tijdens de Castellammare oorlog vochten zij tegen de bende van Joe Masseria, en Siegel zou de hand hebben gehad in de moord op Masseria in 1931. Siegel is waarschijnlijk een van de initiatiefnemers van Murder Inc., de legendarische huurmoordenaarsorganisatie.
In de late jaren dertig werd Siegel naar Californië gestuurd om het gokken te ontwikkelen. In Nevada (waar gokken sinds 1931 gelegaliseerd was) kwam hij terecht in Las Vegas, waar door bouwers aan de Hoover Dam gegokt werd in lokale onbeduidende gokhuizen. Een populaire mythe is dat Siegel visioenen kreeg van een gokkersmekka in de woestijn van Nevada, en dat Las Vegas daar het middelpunt van moest zijn. Feit is dat hij zijn maffiavrienden in New York overtuigde, en in Las Vegas een hotel-casino bouwde aan wat later de Las Vegas Strip zou worden. Hij noemde het hotel Flamingo, naar het koosnaampje dat hij aan zijn vriendin Virginia Hill had gegeven.
Als zakenman bleek Siegel echter niet al te geslaagd. De kosten voor het bouwen van het hotel bleken het zesvoudige van wat er was begroot, en Siegel had alles gefinancierd met geld van de maffiabazen uit New York. Deze begonnen te vermoeden dat Siegel hen bestal, en omdat Virginia Hill nogal eens naar Zwitserland reisde, rees het vermoeden dat hun geld op Zwitserse bankrekeningen van Siegel terechtkwam.
In december 1946 troffen de belangrijkste Amerikaanse maffiosi elkaar in Havana (de hoofdstad van Cuba) tijdens de Havanaconferentie, onder andere om de situatie met Luciano te bespreken. Luciano was inmiddels uit de Verenigde Staten verbannen, maar regeerde vanuit Sicilië over zijn Amerikaanse maffiarijk. Siegel zelf was voor de bespreking niet uitgenodigd, en een belangrijk agendapunt was of Siegel vermoord moest worden wegens oplichting. Lansky nam het voor zijn jeugdvriend op, en Luciano bleek gevoelig voor zijn argumenten. Besloten werd Siegel zijn gang te laten gaan, en te zien of hij met een winstgevende zaak bezig was.
Op tweede Kerstdag 1946 werd het hotel-casino geopend, waarbij veel minder beroemdheden uit Hollywood op kwamen dagen dan Siegel had gehoopt. Al snel ging het met de zaken niet goed, en opnieuw werd in Havana overlegd over een aanslag. Omdat in de maand van dat overleg het hotel voor het eerst winst had gedraaid, een gegeven dat door Lansky werd aangegrepen, werd opnieuw besloten geen aanslag te plegen.
Uiteindelijk ging het voor Siegel toch fout. De zaken bleven slecht gaan, en bovendien werden de verdiensten van het hotel gestolen door zijn vriendin Hill. Ook Lansky keerde Siegel uiteindelijk de rug toe, en op 20 juni 1947 werd Siegel in zijn eigen huis in Beverly Hills vermoord. De huurmoordenaar (waarschijnlijk Eddie Cannizzaro) schoot hem door het oog, terwijl hij bij het raam een krant zat te lezen. Deze methode van een schot door het oog werd populair in maffiafilms, en wordt een "Moe Greene" genoemd, naar het personage Moe Greene in The Godfather die werd vermoord door een schot door het oog met een jachtgeweer. In The Godfather Part II wordt duidelijk dat het personage Moe Greene gestoeld is op Siegel ("The city he invented was Las Vegas", "Someone put a bullet through his eye"..., aldus Hyman Roth). Vriendin Virginia Hill werd na Siegels dood door Lansky c.s. gedwongen de Zwitserse bankrekeningen leeg te halen en aan hen te overhandigen. In zijn overlijdenscertificaat staat overigens, dat zijn ouders uit Oostenrijk kwamen. Dat is vermoedelijk het land van doorreis naar Amerika geweest, niet van oorsprong.
In de Bialystoker Synagogue hangt een gedenkplaat voor Siegel.
- Biblioteca Nacional de España: XX1300886
- Bibliothèque nationale de France: cb122620595 (data)
- Gemeinsame Normdatei: 1236143663
- International Standard Name Identifier: 0000 0000 6701 1979
- Library of Congress Control Number: n92043937
- Nationale Bibliotheek van Tsjechië: mzk20211125790
- Nationale Bibliotheek van Israël: 987007267896405171
- Nederlandse Thesaurus van Auteursnamen: 136157939
- SNAC: w6nd3sxm
- Système universitaire de documentation: 254614442
- Virtual International Authority File: 70585319
- WorldCat: E39PBJp67q7BxMjq6xvvvPX8G3